# Milky Way (pâte à tartiner)
Pour les articles homonymes, voir MilkyWay (homonymie).
Milky Way Chocolate Spread est une marque commerciale de pâte à tartiner propriété de Mars Incorporated.
Cette pâte à tartiner est commercialisée aux États-Unis par Liberty Richter située à Saddle Brook dans le New Jersey et internationalement par Mars Polska Sp. ZO,O, Kozuski Parcel, une division de Mars Incorporated. L'emballage reprend la même identification que la barre chocolatée de la marque Milky Way ; la pâte ne contient pas de caramel.